# Pierre Vachon
Pierre Vachon (Arle, Provença, 1738 - Berlín, Alemanya, 1803) fou un violinista i compositor provençal.
Es donà a conèixer a París el 1758 en els Concerts Spirituels, interpretant un concert per a violí, del qual n'era autor. El triomf assolit li valgué la ràpida anomenada com a solista, sent designat el 1761 per al lloc de director de l'orquestra del príncep de Conti. Després viatjà alguns anys per Anglaterra i Alemanya, i el 1784 fou nomenat director de l'orquestra imperial de Berlín, càrrec que conservà fins al 1798.
També fou un notable compositor, produint molta música de cambra (quartets, trios i concerts), diverses òperes i romances. Algunes de les seves sonates per a violí i baix foren publicades a Londres el 1770. La major part de les seves obres de cambra les edità Chevardière a París.